# Game Boy

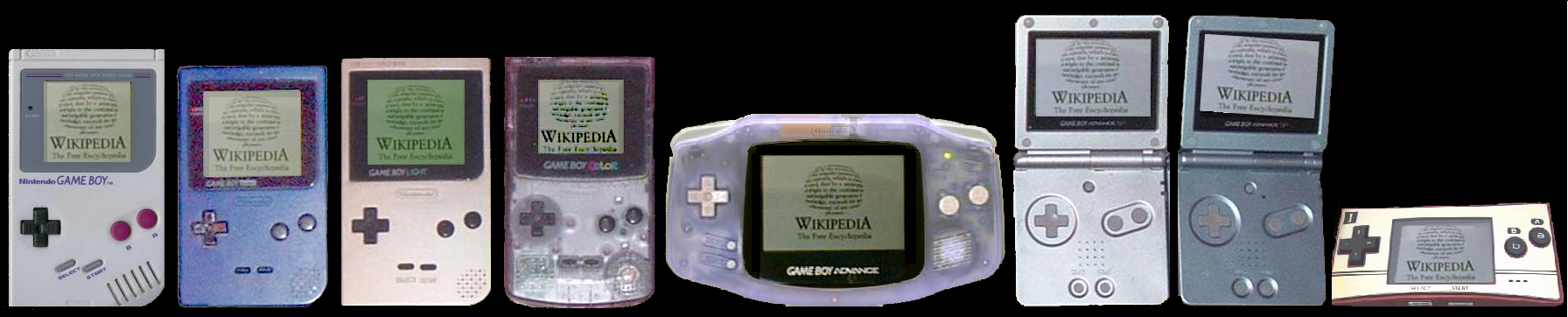
Różne generacje konsoli Game Boy

Logo serii

Game Boy (jap. ゲーム ボーイ) – seria przenośnych konsoli do gier produkowana przez japońską firmę Nintendo w latach 1989-2008. Konsole z serii charakteryzowały się posiadaniem kontrolera krzyżakowego wzorowanego na konsoli Nintendo Entertainment System oraz miejsca na kartridże z grami. Konsole Game Boy przyczyniły się do zwiększenia popularności przenośnych konsol. Ich następcą jest wprowadzona w 2004 roku seria konsol Nintendo DS. 

## Konsole z serii

### Game Boy

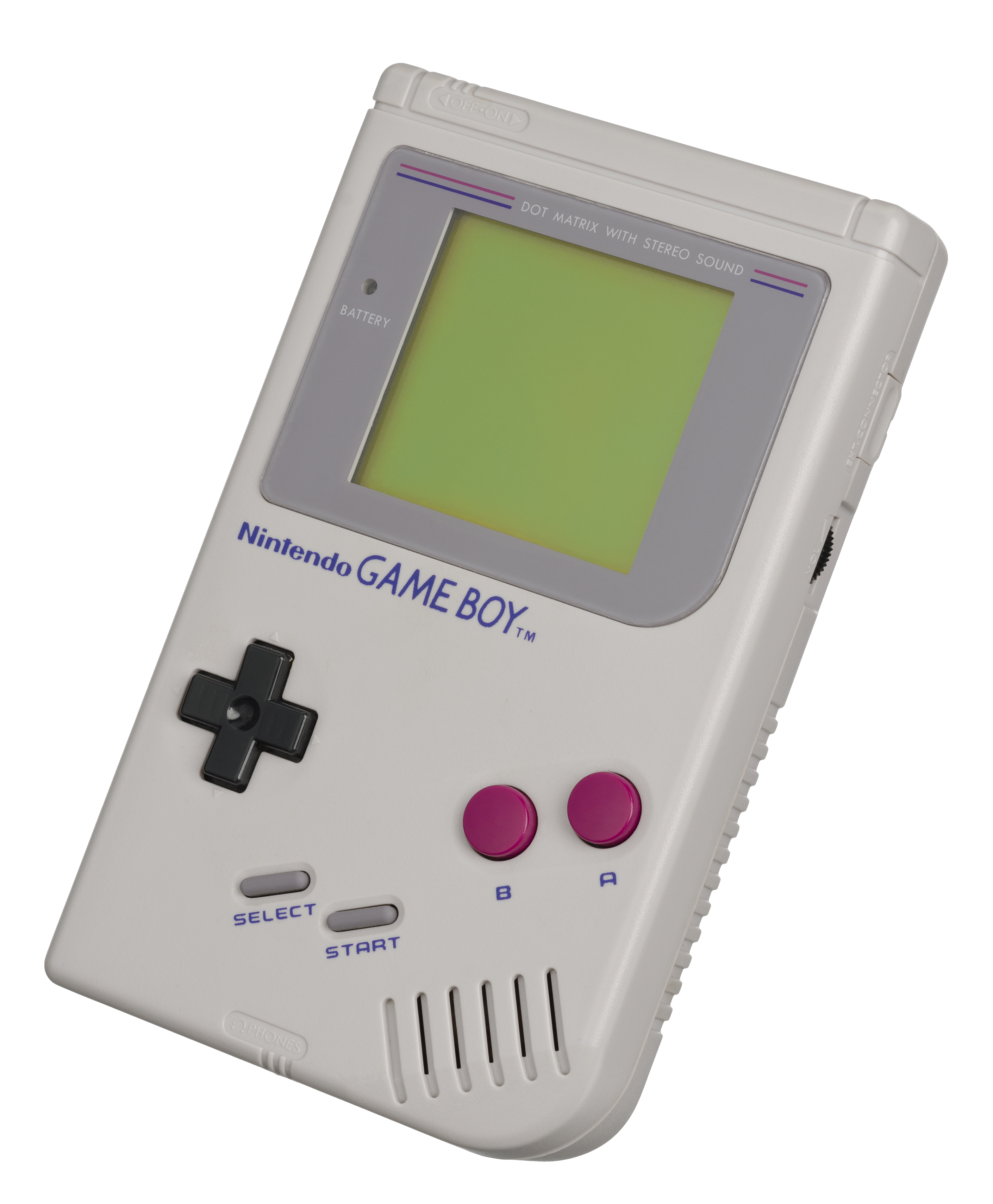
Game Boy

Pierwsza konsola Game Boy powstała w roku 1989 i była sporych rozmiarów; posiadała ekran monochromatyczny. Początkowo była wydawana w szarej obudowie wraz z grą Tetris, potem wprowadzono edycje z obudowami o innych kolorach. Konsola Game Boy zyskała znaczącą popularność. W 1994 roku ukazała się przystawka do Super Nintendo o nazwie Super Game Boy, która umożliwiała granie w gry przeznaczone dla Game Boya na ekranie telewizora za pomocą pada.

#### Game Boy Pocket

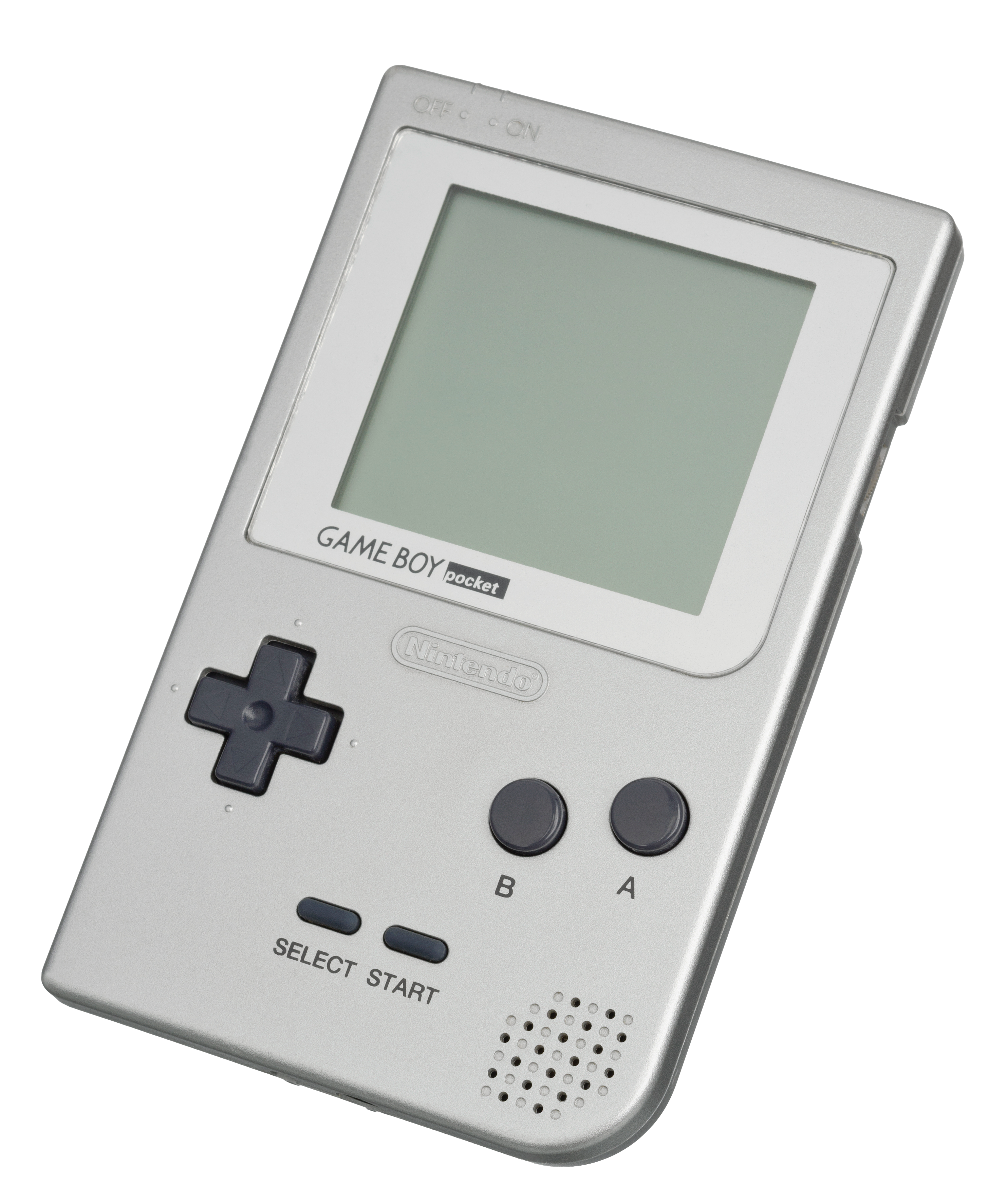
Game Boy Pocket

W 1996 roku pojawiła się mniejsza wersja Game Boya, znana jako Game Boy Pocket. Wciąż posiadała ona ekran monochromatyczny, ale jej obudowa była mniejsza. Wprowadzono do niej również usprawnienia techniczne, na przykład wyeliminowano efekt rozmywania się obrazu i zmniejszono zapotrzebowanie konsoli na prąd.

#### Game Boy Light

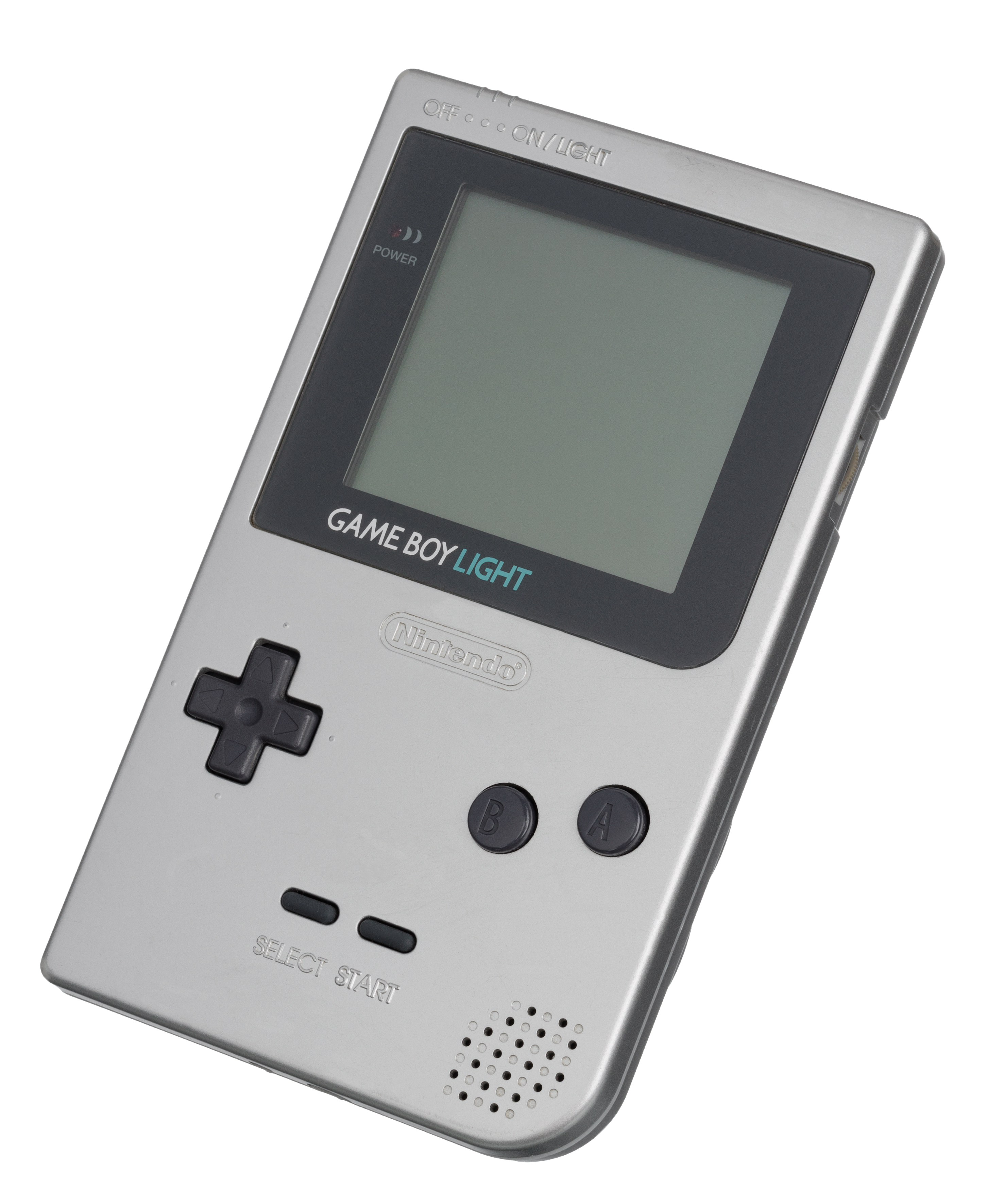
Game Boy Light

W 1998 roku wyłącznie w Japonii wydano konsolę Game Boy Light, która technicznie była podobna do Game Boya Pocket, ale zawierała podświetlony wyświetlacz, umożliwiający grę w nieoptymalnych warunkach oświetleniowych.

### Game Boy Color

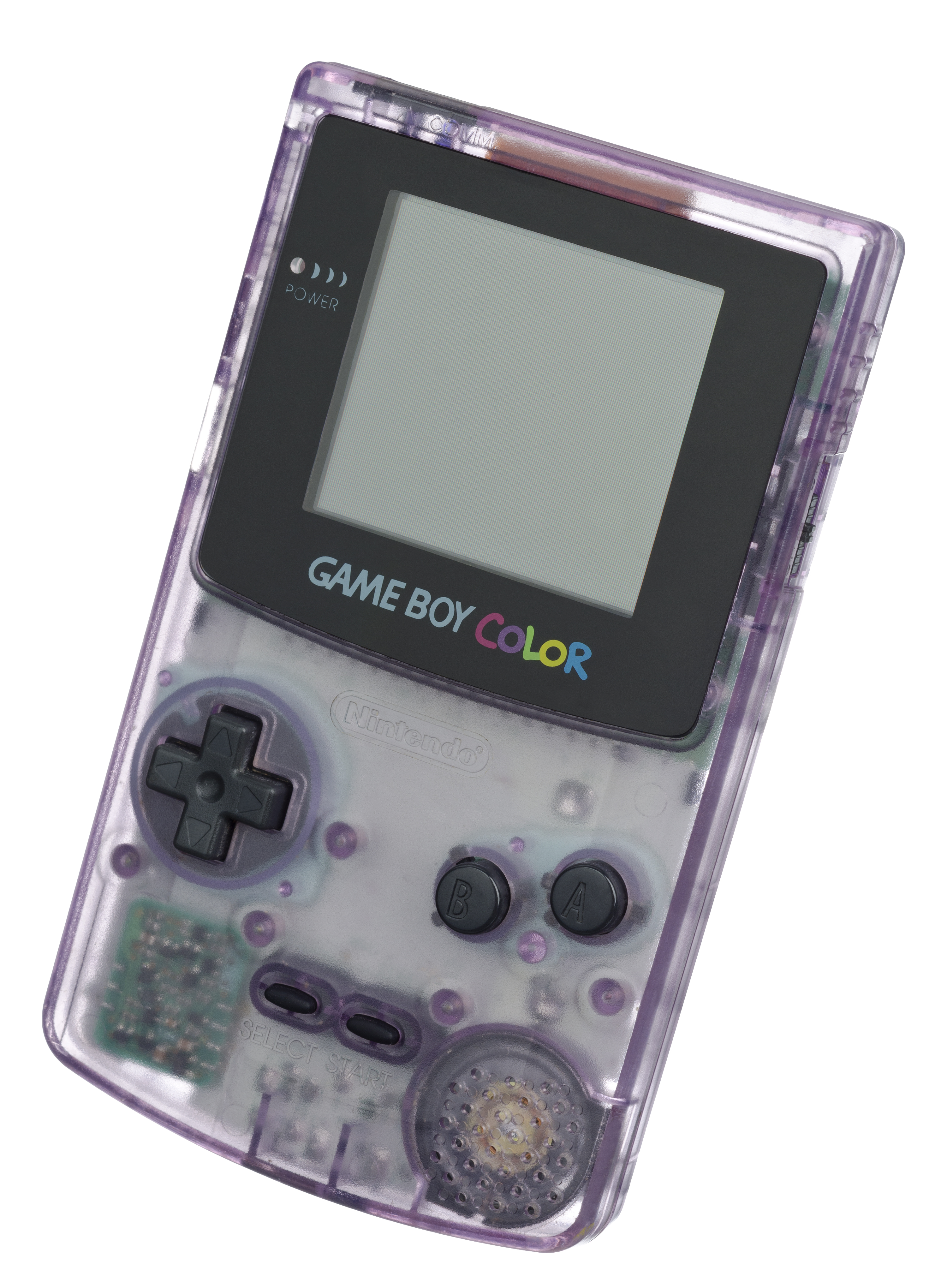
Game Boy Color

W 1998 roku Nintendo zaprezentowało również nową wersję konsoli pod nazwą Game Boy Color. Była to konsola z kolorowym wyświetlaczem, potrafiącym wyświetlić jednocześnie do 56 spośród palety 32 768 kolorów. W praktyce usprawnienia w stosunku do poprzednich konsoli były skromne. Mimo to Game Boy Color zyskał wielką popularność.

### Game Boy Advance

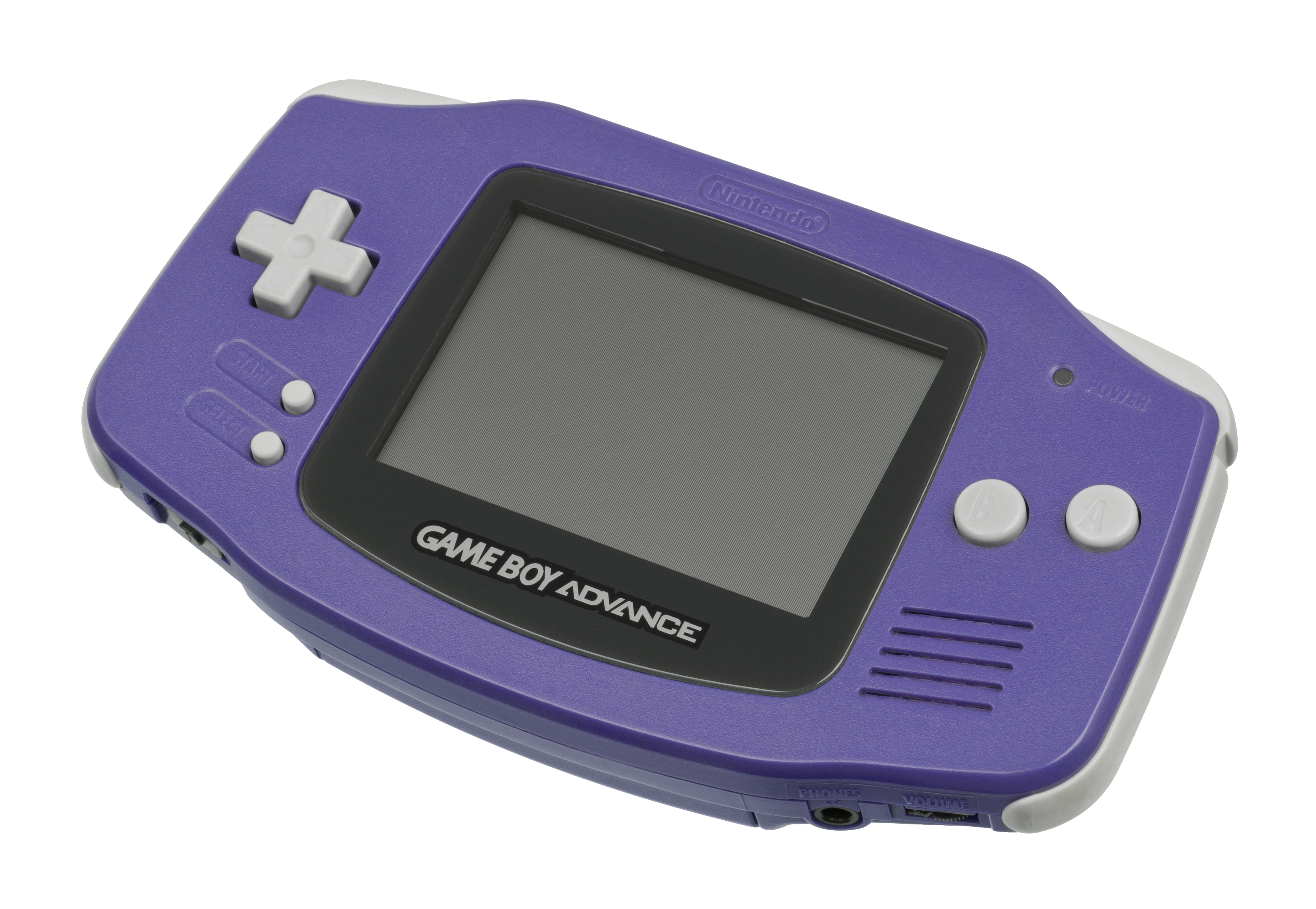
Game Boy Advance

W marcu 2001 roku miała premierę w Japonii konsola Game Boy Advance, która ukazała się na świecie w czerwcu 2001 roku. Wśród ważniejszych gier na tę konsolę znalazły się Super Mario Bros. 2 i F-Zero: Maximum Velocity. Dzięki licznym obsługiwanym grom, kompatybilności wstecznej wobec kartridżów na starsze konsole Nintendo oraz wygodzie obsługi, Game Boy Advance stał się wielkim sukcesem komercyjnym, uzyskując do 2009 roku sprzedaż 80 milionów egzemplarzy. W 2003 roku powstało urządzenie pod nazwą Game Boy Player, które umożliwiało podłączenie Game Boya Advance do konsoli GameCube i granie przy telewizorze w gry z konsoli przenośnej.

### Game Boy Advance SP

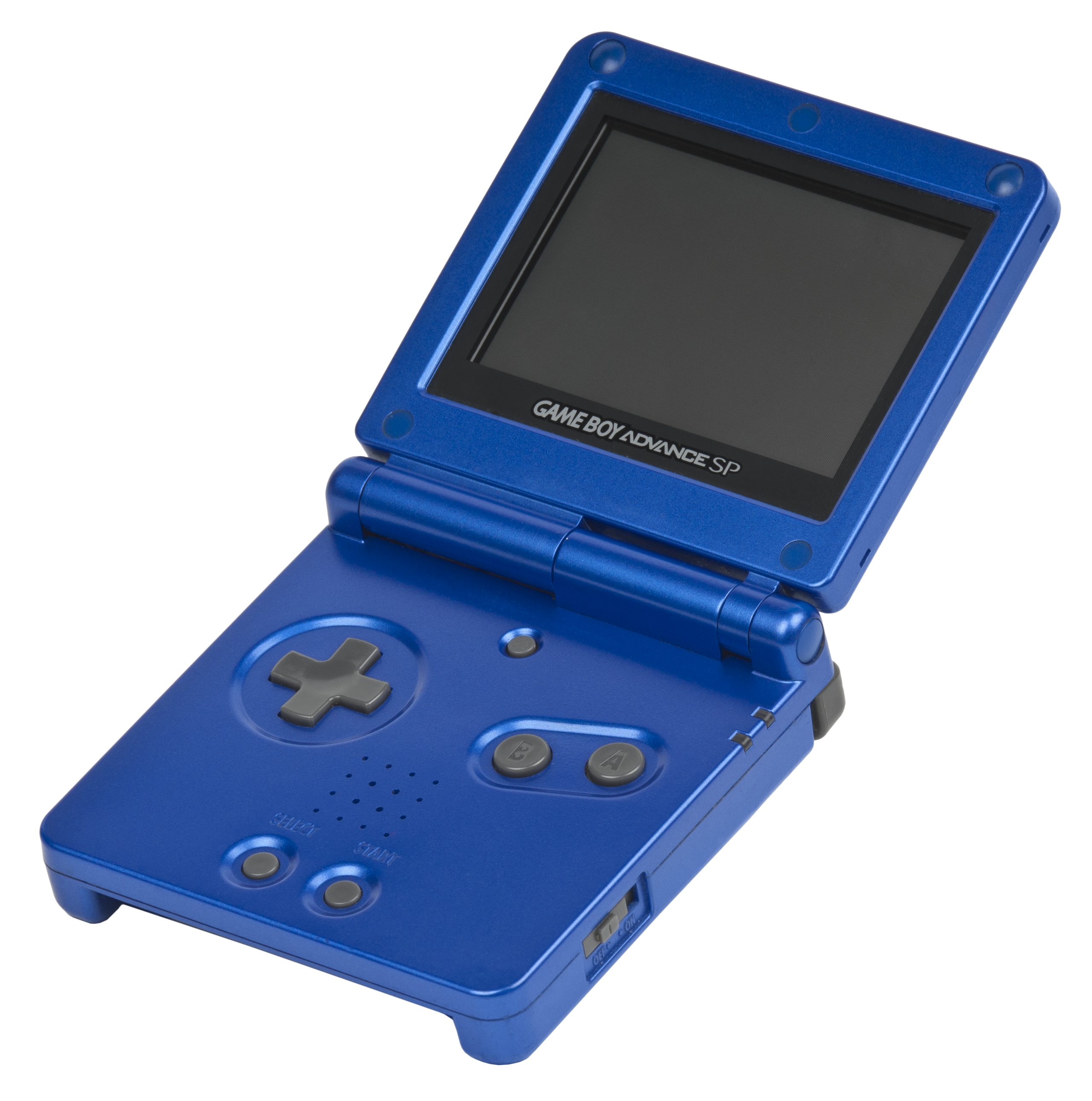
Game Boy Advance SP

Ulepszona wersja konsoli pod nazwą Game Boy Advance SP powstała w 2003 roku. Dodano w niej podświetlenie ekranu, którego brakowało w poprzednich wersjach oraz akumulator litowo-jonowy ładowany za pomocą ładowarki. Jej produkcję zakończono w 2008 roku.

### Game Boy Micro

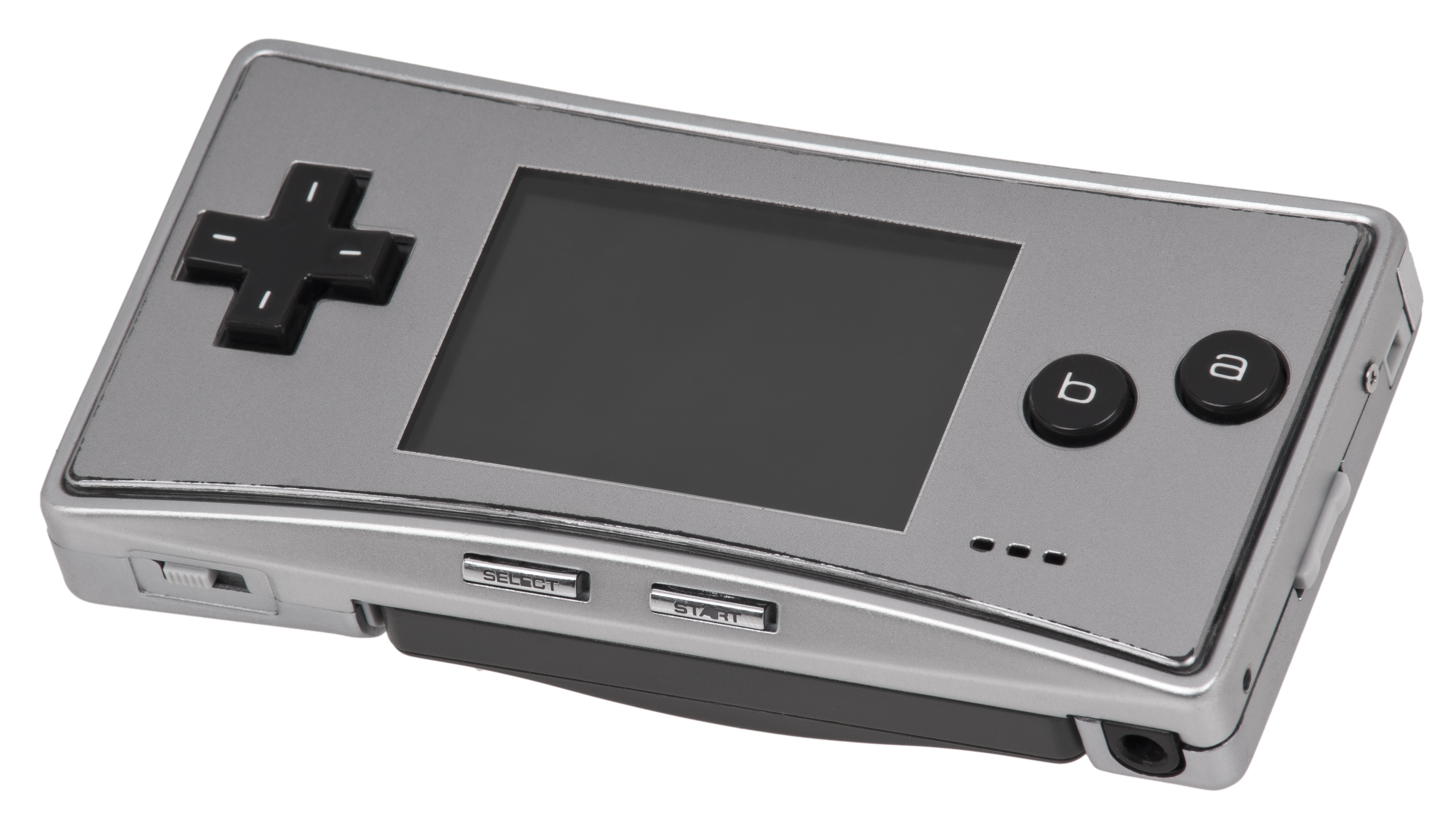
Game Boy Micro

W 2005 roku wyszła ostatnia odsłona Game Boya pod nazwą Game Boy Micro. Była to zmniejszona i ulepszona wersja Game Boy Advance. Obsługiwała jedynie kartridże przeznaczone dla konsoli Game Boy Advance, co w połączeniu z większym sukcesem platformy Nintendo DS przyczyniło się do klęski komercyjnej Micro.